# 碧陽學園學生會議事錄
《碧陽學園學生會議事錄》是於富士見Fantasia文庫（富士見書房）出版的輕小說。作者是葵關南，插圖畫師是狗神煌。
「碧陽學園學生會議事錄」雖然是各卷標題都有的系列名，但因為太長不易使用，日本官方以第一卷的標題（學生會的一存）來稱呼本系列，中國大陸版則是中譯名「学生会的一己之见」。
本作也改編成漫畫和動畫，電視動畫於2009年10月開始播放，同年12月結束，全十二話，製作公司為STUDIO DEEN。2012年7月宣布推出重製新版動畫，製作公司為AIC，2012年10月13日於NICONICO動畫先行放送。

## 概要
描述私立高中「碧陽學園」的學生會成員們在學生會辦公室閒聊的短篇小說系列。每章的標題基本上都是「○○的學生會」。
本作以後設小說的形式寫成，有本系列是「為了讓全校學生知道學生會有多優秀，會長『櫻野玖璃夢』命令副會長『杉崎鍵』動筆將學生會的作息寫成小說，再和富士見書房合作出版」的設定。
以作者自比為「四格式小說」的登場人物的喜劇性聊天內容（裝傻和吐槽）和隨處可見對其他作品的戲仿，為本系列最大的特徵。擔任責任編輯的中村昭子形容本作是「許多的要素湊在一起，能用各種方式享受的作品」；作者則說是逆轉「被捲進大事情後，想取回日常生活」這種常見的橋段，而去書寫有讓人想取回的價值的日常生活。

## 故事簡介
私立碧陽學園的學生會成員，是用和其他學校不同的特殊方法選出，就是很單純的人氣投票。結果選出櫻野玖璃夢為首的眾多美少女們，可是學生會裡有一位是靠著用功讀書，在期末考中拿到第一名、以優秀學生名額加入學生會的男學生杉崎鍵。故事內容主要是描寫學生會日常運作的情形。

## 登場人物

### 碧陽學園學生會
杉崎鍵（聲優：近藤隆／同左）
學生會副會長，2年B班。血型A型。本作的男主角，也是在故事裡寫這本小說的人。在期末考中拿到第一名，靠著如果成績優秀的人願意就能加入學生會的「優良規定」而加入。知弦因其名而稱他為「Key」。
是個Galgame、H-game迷，雖然表面上很好色，但在玩H-Game的時候18禁部份都是快速跳過，是個比表面純情的少年，能不忌諱地公然說自己之外全都是美少女的學生會是「我的後宮」（當然其他成員是沒人會承認的），但也因此而發誓要讓所有人都幸福。另一方面，為了能讓學生會成員聊天的時間多一點而抱著學生會的公務在放學後獨自完成。有時會說些性騷擾的話而被粗魯的對待（主要是被深夏），但玖璃夢說：「在這所學校裡沒有一個人真的討厭他。」
雖然時常喊後宮，不過實際上是個對愛情十分遲鈍的人。
小時候父母離婚後父親再婚、因此多了沒有血緣關係的妹妹林檎，與飛鳥交往時因無法兼顧親情與愛情而爆出腳踏兩條船的傳言。
於本傳小說十代中被學生會四人告白。
在動畫第2作中，講述杉崎鍵於一年級時期的未加入學生會前的經歷。
喜歡看韓劇「冬季戀歌」，其手提包裡甚至還有此連續劇的光碟，也曾說過「把項鍊塞進雪球裡丟給要告白的人（於冬季戀歌中知名的劇情）」之類的話。
放學後至上學前都在打工，不過似乎是做臨時演員兼跑龍套的角色。其｢打雜用手提包｣被學生會成員叫做｢神秘的公事包｣，是被列為｢碧陽學苑第27個神祕之物｣，內容包羅萬象：棕刷（下面黏著與搞笑藝人的合照）、舊式美軍制式手槍（不具殺傷力，是手槍型拉砲，擊發後為彩帶與紙碎）、驅魔鹽（附有產地證明）、十字架、銀子彈（以上兩者用途不明）、掌上型彩色電玩（遊戲為校園後宫H-Game）、狗牌、染血的狗牌、發信機（用途不明）、女中學生運動褲（試作品非偷來的）、木釘（附掛一串蒜頭）、鞭子、防毒面具、罐裝乾麵包、粉餅化妝盒、口紅（以上兩者存在不明）、煙斗和三本書（分別為成為受歡迎的男人十大秘訣、不會被周圍的人無視的方法Best5和與任性孩子相處的正確方法）等等。被學生會成員誤認為鍵的打工是當傭兵……。
櫻野玖璃夢（聲優：本多真梨子／同左）
學生會長，3年B班，4月2日生，身高小说版140公分、动画版142公分、漫画版145公分，血型A型，患有花粉症。
知弦因其名聯想到「真紅」以及其粉紅色的頭髮而稱她為「小紅」。
兩眼視力均為1.2，一般水準。
特徵是讓人無法想像到她是高中三年級的年幼外表，非常喜歡吃甜食，言行舉止看起來比實際年齡更合乎外貌。此外，很容易就被自己所看見、聽見的名句等等給影響，常常指揮其他學生會成員。一旦發現感興趣的事物就不會簡單結束。時常因為一些突發奇想的計畫將整個學生會成員拖下水。
在一年前的春天的走廊搬書時與鍵相遇，要鍵多學習Galgame中的主角精神（會長當時也十分熱衷Galgame），是使鍵喜歡上H-game的元兇，但也使鍵找到自己的人生目標。
結局中與紅葉知弦考上同一所大學、離開碧陽學園，在大学的入学初日被捧为吉祥物。
紅葉知弦（聲優：齊藤佑圭／美名）
學生會長書記，3年B班，11月22日生，血型AB型。和玖璃夢是同班同學。
和玖璃夢正好相反，擁有大人般的外表和沉著冷靜的處事態度，因此在學生會有如軍師般的存在。學生會中最S（Sadism）的人，常常以捉弄玖璃夢和鍵為樂，不過也有少女的一面。
曾經在宮代奏的校園暴力事件留下創傷，為了擺脫對方而故意放棄進入更優秀的高中。
一年前的秋天的保健室在鍵幾乎崩潰時加以安慰。被藤堂莉莉西亞認為是學生會唯一的危險人物。
結局中與櫻野玖璃夢考上同一所大學、離開碧陽學園，成為完美无缺的大人物。
患有輕微的低血壓症，早飯是以養生食品&咖啡為食。要到第一節下課後才會回復。被鍵吐嘈說：｢開機時間太久了吧！｣。
椎名深夏（聲優：富樫美鈴／同左）
學生會副會長，2年B班。9月6日生，血型O型。是鍵的同班同學，雙馬尾女孩。擅長數學，小時候的夢想是當新娘，在鍵的逼供下被學生會成員知道。
雖然沒有特定的社團活動，但因為運動神經超群以幫忙的身分出席許多運動性社團。因為個性很男性化，所以在女同學間很受歡迎，她本人也不太在意的樣子。鍵說她是「沒有嬌的正統派傲嬌」，開會時喜歡看熱血系的漫畫。
十分喜歡熱血的漫畫，話題也經常有關熱血。
平時是將頭髮綁起來的，但是偶爾也會將其放下，據鍵表示：｢放下來比較有女人味。｣
擁有只對鍵有效的微妙能力，效果是「令他覺得很痛卻不會受傷」。
從小在沒有父親的狀態下長大，難以接受母親再婚的打算，因此將家中劃分，將真冬送進女子學校並對於男性的觀念洗腦，不過母親與對方分手後和母親和解。
為了了解母親，約在期末結束後和妹妹一起陪改嫁的母親離開碧陽。
一年前的夏天在鍵徬徨迷失時鼓勵鍵，而使鍵振作。
結局中與妹妹椎名真冬轉學至市區某所中學、轉學的第一天便將幕後黑手一般的眼鏡學生會長暴打一頓成為該校學生會長、支持者被稱為「鬼神派」。
椎名真冬（聲優：堀中優希／野水伊織）
學生會的會計，1年C班，2月22日生，血型A型。是深夏的妹妹。
如幻般的外表而且有點不擅長和男性接觸，曾因為深夏的洗腦認為碰觸到男性會被溶解，用「真冬」自稱自己。個性和姐姐剛好相反，柔弱而且溫馴。但是她也有創作BL小説（鍵總是擔任「攻」的那方）的腐女子一面。打遊戲機是她的一半，幾乎每天都熬夜打電動，她玩的遊戲涵蓋範圍很廣，從RPG到格鬥到H-Game（?）；而BL是另一半。
曾經對鍵告白，但告白後卻仍不願與鍵接觸，而且誤解了告白的意思，隨後也立即收回告白。
一年前的冬天遇到倒在公園裡的鍵，克制著自己恐懼男性的性格，對鍵伸出援手。
結局中與姊姊椎名深夏轉學至市區某所中學、經常勇敢地去照顧那些糾纏著深夏復仇卻反被打敗的前任學生會長的餘黨、支持者被稱為「女神派」。
真儀瑠紗鳥（聲優：小菅真美／同左）
擔任學生會顧問的新任國語老師，以顧問老師的權力介入學生會。此外，也是作者的前作《物質幽靈》的角色之一。「企業」成員之一。
超級自我中心，連知弦都難以應付。
上課時常常離題宣揚過去的英勇事蹟，但也被吐槽根本什麼都沒做。
於新一屆的學生會，繼續擔任學生會顧問的職務。

### 碧陽學園學生
藤堂莉莉西亞（聲優：能登麻美子／同左）
新聞社社長。雖然熱衷於製作報紙，但有時會因鍵腳踏兩條船之類的低俗話題失控。因性格問題人氣投票一票也沒有，但動畫第1作中改為第5名而未能進入學生會。貌似對鍵有好感，但鍵未察覺。
風見芽育
藤堂莉莉西亞畢業之後的新聞社社長，當初因為「誤」入新聞社而被強迫成為社員，甚至被強制繼任社長一職。喜歡看輕小說，貌似對鍵有好感，但鍵未察覺。
中目黑善樹（聲優：山本和臣／-）
轉學到2年B班的轉學生，「二年B班的一己之見」的男主角。雖然擔心著在前一所學校時被欺負而逃來這所學校的事，但是在鍵認同後就恢復了。因為與真冬的BL小說中登場的鍵的戀愛對象是同名，連描述也大致相同，對鍵有好感，所以鍵一直警戒善樹。
於番外小說第六集下定決心轉回過去自己曾遭受欺負的高中「海陰高中」。
在動畫第1作最後一話登場，令鍵與學生會四人的回憶得到提醒。
宇宙巡（遊戲配音：新谷良子／聲優同左）
2年B班的的學生，鍵與深夏的同班同學。在校外是名偶像，藝名為「星野巡」，但被認為常識與歌唱能力都很缺乏。
是名美少女，但性格差勁，在學生會選舉上只得一票而未入選，所以憤而跑去演藝圈發展，要大家認同她。
一年級時和鍵的關係極差，但在去年冬天時，自導自演失蹤記（其實只是到外地旅館休息）時，對於鍵獨力三天三夜尋找她，並在事後完全不說出來的事情所感動，而喜歡上鍵，但鍵並不知（其它人都知道）。因喜歡鍵而視深夏為情敵。
於番外小說第五集的最後對鍵告白，第六集時被鍵以「先從朋友重新開始」接受了，並且對鍵積極採取攻勢，甚至連深夏都開始忌妒。
在動畫第1作及第2作均有登場。鼓勵杉崎鍵努力達成目標。
宇宙守（聲優：-／佐藤雄大）
2年B班的學生，巡的弟弟，兩人雖同學年但不是雙胞胎（日本4月開學，姐姐在4月生，弟弟則是在隔年3月生，剛好在同一學年範圍內）。
和姊姊被合稱為「太空姊弟」、「宇宙姊弟」。喜歡深夏而有點討厭鍵。
是有「透視」、「心靈感應」等許多超能力的超能力者，以超能力者來說相當多元，但也因為範圍過多，導致每項超能力都相當「微妙」，如心靈感應只能在五公尺內傳遞。
於番外小說第六集對深夏告白，但是深夏因為對鍵的感情而回絕，其後並未改變態度。
在動畫第1作無登場，在第2作中正式登場。鼓勵杉崎鍵努力達成目標。
水無瀨流南（聲優：-／桑島法子）
與鍵同為二年級，是他在一年級時考試上的競爭對手。在一年級期末考得到五科全滿分，與鍵一起拿下第一名，但並沒有因此以優秀名額加入學生會。
是個嘴毒至極的人。
因為是鍵常光顧的Galgame商店店員而掌握住鍵買遊戲的類型（蘿莉向），並以此威脅他。
在動畫第1作無登場，在第2作中正式登場。於第一年級時與杉崎鍵同樣有優秀名額，但沒有意思進入學生會。
秋峰葉露
與真冬同班。在九重的特別篇中初次登場。常被人以「秋葉」稱呼。
有著面無表情的性格。雖然沒說，但卻是個美少女遊戲迷。非常崇拜杉崎，對真冬來說是個超越善樹的存在。
上床睡覺前會在腦海裡對已亡故的姐姐那奈說話。
對於1年C班椎名真冬支持者的瘋狂行動感到相當無奈，並一直強調自己是正常人。
暗戀其表姊國立凜凜，並在「土產」中向她求婚。
國立凜凜
與真冬和葉露同班，是一年C班的班長。葉露的表姊，在那奈過世之後扛起照顧葉露的責任。
一直認為與那奈的死有關（那奈心臟病發時，因為在玩遊戲沒有發覺而錯過了急救的黃金時間），對葉露一直抱持著異常愧疚的心情。
在土產中被葉露求婚，雖然拒絕但在之後卻與葉露陷入熱戀。
巽千歲
與真冬同班，自稱是「千千」。是個習慣戴貓耳的巨乳蘿莉，會在語尾加上「喵」。
有著易於常人的推理及思考能力，因此被大家稱為「老千」。

### 其他登場人物
藤堂愛麗絲（聲優：清水愛／同左）
莉莉西亞的妹妹。翻花繩的達人，並且會用鋁來玩接龍，似乎相當喜歡鍵。
雖然是個小孩但十分的早熟。
杉崎林檎（聲優：米澤圓）
鍵的無血緣關係妹妹、也是鍵所提及劈腿的對象其中一人。目前為止在外傳中的「杉崎家的一晩」、「六花」的序篇及終章登場、「七光」中與鍵一同在學生會中登場。年齡小鍵一歲的義妹、似乎在鍵小學四年級的時候彼此父母再婚而成為一家人。與她生活的時候鍵完全的妹控化、雖然鍵也自覺「寵愛過頭」卻始終改不了。林檎本人也有相當的戀兄情節、對鍵抱持了兄妹以上的感情。個性上單純天真。屬於夢幻般的病弱妹妹性格，與真冬相當類似。「七光」中真冬對此也有所感言。由於精神年齡較實際年齡幼稚許多、對此鍵也相當的擔憂。因為個性單純而被飛鳥洗腦，時常說一些髒話，但並不了解真正的意思。
在升上高二之後轉入碧陽學園，雖然得到人氣票選的第四高票而當選學生會幹部，卻辭退了學生會的邀請。
松原飛鳥（聲優：小清水亞美）
鍵的青梅竹馬，也是鍵所提及劈腿的對象中的另一人，是影響鍵成為現在這樣的人格的根源。「七光」的序章與終章登場。最瞭解鍵的一切的人。住在杉崎家的隔壁，與鍵同年齡的青梅竹馬。有著與知弦不同方向性的嗜虐愛好，喜歡對林檎灌輸一些奇怪、有問題的知識來讓鍵感到困擾，經常讓鍵抓狂到想殺了她。不過事實上感情卻是相當的融洽，經常到杉崎家為兩兄妹作飯（也因此讓兩兄妹的料理能力始終為零）。對鍵告白之後兩人成為了戀人，但無法接受鍵同時對其他人有好感而分手。
在土產的最後一章中遇上學生會成員後，以壓倒性優勢擊倒她們。
残響死滅（echo of death）（聲優：櫻井孝宏／-）
深夏寫的熱血戰鬥故事中的角色，被設定成鍵的哥哥，後來成為真冬BL小說中的人物。動畫第1作中於第四話登場。在「土產」的书衣内側和本篇最後有出現，本篇最後因為遲到沒有和鍵見到面，而书衣有解释迟到的原因。
栗花落杏子
玖璃夢的第一個朋友，稱呼她為「小玖」，因為身體虛弱而長期臥病在床。因為身體不好立志如果病好了一定要「到處跑」。在進行幾乎不可能成功的手術前與玖璃夢約定，希望她能努力交到朋友。後來手術奇蹟成功。康復後染紅髮、不上高中、成立暴走族「安全運輸紅連隊」，以遵守速限的速度在路上狂飆。由於個性與住院時相差太大，讓玖璃夢大受打擊。第九集受到玖璃夢的委託，前往機場接送杉崎。

### 碧陽學園學生會（新）
以下為第三十三屆學生會的成員，除杉崎鍵外其他四人均為學生會的新成員。
成員包括今屆再次擔任的副會長杉崎鍵，以人氣投票進入的西園寺筑紫（會長）、日守東子（書記）、火神北斗（會計）以及優秀名額（特優生）進入同為副會長的水無瀨流南。
選舉當中人氣投票第四位的杉崎林檎、第五位的白木里枝，兩人均辭退學生會的職務及邀請。
學生會顧問則繼續由真儀瑠紗鳥擔任。
杉崎鍵（聲優：近藤隆／同左）
詳見碧陽學園學生會 杉崎鍵
根據番外篇小說交代，升上碧陽學園三年級的鍵以人氣投票第三名的結果重新擔任新一屆學生會副會長。
但新一屆的學生會沒有一個成員到任，鍵決定向新的學生會成員「宣戰」。
西園寺筑紫
外貌有如日本娃娃一樣的轉校生，現為碧陽學園二年級學生。
擁有烏黑亮麗的頭髮、黑色曈孔的大眼睛、白皙的皮膚等外觀特徵。散發著寧謐氣息的美少女。
在投票選舉演講時憑著一個「爆炸性的演說」，衝上人氣投票第一名而成為新一屆學生會會長。
因為有著宛如被「搞笑之神」附身一般﹑總是遇到各種莫名其妙倒楣事的怪異體質，為此曾想辭去會長一職但最後還是失敗，在鍵的鼓勵下，正式就任學生會會長一職。
是新一屆的學生會成員中第一個到任的成員。
水無瀨流南（聲優：-／桑島法子）
詳見碧陽學園學生 水無瀨流南
根據番外篇小說交代，升上碧陽學園三年級以優秀名額（特優生）進入學生會而成為新一屆學生會副會長。
因為父親受傷入院而無心擔任副會長，在鍵的幫助下得知父親的心意，正式就任學生會副會長一職。
其父親向鍵表明自己黑道的身份，雖然對鍵表示欣賞，但嚴禁鍵對自己的女兒出手。被鍵暗稱為「黑道父女」。
是新一屆的學生會成員中第二個到任的成員。
日守東子
於一年級時期甚少與人交流，身份本貌一切都是謎的原校生，現為碧陽學園二年級學生。
在結業二次會時，碰巧被少數人親眼見過本貌，證實是位猶如夢幻的美少女，繼而成為校內的人氣少女。
憑著校的人氣及知名度，人氣投票得到第二名而成為新一屆學生會書記。
喜歡遺傳自外婆的銀髮，但因為總會吸引男性的目光而引起各種事端，所以一直戴著大口罩和黑色假髮上學。後來被鍵解開心結，正式就任學生會書記一職。
學識與玖璃夢相近甚至更讓人遺憾，喜好開論壇、遊戲和BL，不知為何與轉學後真冬有聯絡，主要話題是BL(例如「鍵x守」)。
是新一屆的學生會成員中第三個到任的成員。
火神北斗
擁有棕色的長髮、身材嬌小的女孩，新入讀的碧陽學園一年級生。
為人活潑好動帶點率直，臉上時常是天真的笑容。話語上總是有著無形的主導權，有點小惡魔的性格。
其率直活潑可愛的樣子，在人氣投票得到第六名而成為新一屆學生會會計。
作為情婦的女兒，眼見寂寞的母親而對父親非常憎惡，為免母親擔心而扮得活潑好動。
在如同親姐姐一樣的飛鳥口中得知鍵的事情，決心要破壞鍵的後宮，甚至讓鍵見其花心的父親以此來打擊鍵。後來鍵在新學生會成員支持下，重新了解自己的想法。
最後了解到鍵那即使被用裁紙刀所指流出鮮血，也毫不動搖的想法，再加上大家的心意，終於被打動了，正式就任學生會會計一職。
其後覺醒了病嬌屬性，決心成為鍵「唯一」的戀人，監視並消滅所有接近鍵的害蟲（武器為圓珠筆和死亡點數筆記...等）。從結果而言，作為破壞鍵後宮的最終Boss的身份仍然無變。
是新一屆的學生會成員中最後一個到任的成員。

## 出版書籍

### 本篇
| 日文版標題 | 中文版標題                          | 富士見書房     | 富士見書房             | 台灣角川       | 台灣角川               | 天闻角川 湖南美術出版社 | 天闻角川 湖南美術出版社 |
| 日文版標題 | 中文版標題                          | 發售日期       | ISBN                   | 發售日期       | ISBN                   | 發售日期                | ISBN                    |
| ---------- | ----------------------------------- | -------------- | ---------------------- | -------------- | ---------------------- | ----------------------- | ----------------------- |
|            | 學生會的一存 碧陽學園學生會議事錄1  | 2008年1月25日  | ISBN 978-4-8291-3252-4 | 2009年8月12日  | ISBN 978-986-237-219-7 | 2010年10月1日           | ISBN 978-7-5356-3907-3  |
|            | 學生會的二心 碧陽學園學生會議事錄2  | 2008年4月25日  | ISBN 978-4-8291-3278-4 | 2009年10月28日 | ISBN 978-986-237-315-6 | 2010年12月23日          | ISBN 978-7-5356-3970-7  |
|            | 學生會的三振 碧陽學園學生會議事錄3  | 2008年7月25日  | ISBN 978-4-8291-3313-2 | 2009年11月18日 | ISBN 978-986-237-397-2 | 2011年3月10日           | ISBN 978-7-5356-4300-1  |
|            | 學生會的四散 碧陽學園學生會議事錄4  | 2009年1月25日  | ISBN 978-4-8291-3366-8 | 2010年1月29日  | ISBN 978-986-237-461-0 | 2011年5月20日           | ISBN 978-7-5356-4425-1  |
|            | 學生會的五彩 碧陽學園學生會議事錄5  | 2009年4月25日  | ISBN 978-4-8291-3390-3 | 2010年4月10日  | ISBN 978-986-237-585-3 | 2011年7月20日           | ISBN 978-7-5356-4557-9  |
|            | 學生會的六花 碧陽學園學生會議事錄6  | 2009年7月25日  | ISBN 978-4-8291-3417-7 | 2010年7月30日  | ISBN 978-986-237-764-2 | 2011年8月20日           | ISBN 978-7-5356-4633-0  |
|            | 學生會的七光 碧陽學園學生會議事錄7  | 2009年12月25日 | ISBN 978-4-8291-3468-9 | 2011年2月10日  | ISBN 978-986-287-029-7 | 2011年11月20日          | ISBN 978-7-5356-4824-2  |
|            | 學生會的八方 碧陽學園學生會議事錄8  | 2010年6月25日  | ISBN 978-4-8291-3529-7 | 2011年7月29日  | ISBN 978-986-287-242-0 | 2012年3月20日           | ISBN 978-7-5356-5168-6  |
|            | 學生會的九重 碧陽學園學生會議事錄9  | 2010年10月25日 | ISBN 978-4-8291-3572-3 | 2011年11月11日 | ISBN 978-986-287-461-5 | 2012年4月5日            | ISBN 978-7-5356-5178-5  |
|            | 學生會的十代 碧陽學園學生會議事錄10 | 2012年1月25日  | ISBN 978-4-8291-3719-2 | 2012年7月20日  | ISBN 978-986-287-760-9 | 2012年7月20日           | ISBN 978-7-5356-5446-5  |

### 番外篇
| 日文版標題    | 中文版標題                         | 富士見書房                        | 富士見書房                             | 台灣角川       | 台灣角川               | 天闻角川 湖南美術出版社 | 天闻角川 湖南美術出版社 |
| 日文版標題    | 中文版標題                         | 發售日期                          | ISBN                                   | 發售日期       | ISBN                   | 發售日期                | ISBN                    |
| ------------- | ---------------------------------- | --------------------------------- | -------------------------------------- | -------------- | ---------------------- | ----------------------- | ----------------------- |
|               | 學生會的日常 碧陽學園學生會默示錄1 | 2008年9月25日                     | ISBN 978-4-8291-3328-6                 | 2009年12月26日 | ISBN 978-986-237-448-1 | 2011年4月20日           | ISBN 978-7-5356-4320-9  |
|               | 學生會的月末 碧陽學園學生會默示錄2 | 2009年9月25日                     | ISBN 978-4-8291-3440-5                 | 2010年10月21日 | ISBN 978-986-237-879-3 | 2011年9月20日           | ISBN 978-7-5356-4713-9  |
|               | 學生會的火種 碧陽學園學生會默示錄3 | 2010年3月25日                     | ISBN 978-4-8291-3498-6                 | 2011年3月11日  | ISBN 978-986-287-098-3 | 2012年2月20日           | ISBN 978-7-5356-5070-2  |
|               | 學生會的水際 碧陽學園學生會默示錄4 | 2011年2月25日                     | ISBN 978-4-8291-3611-9                 | 2012年3月28日  | ISBN 978-986-287-616-9 | 2012年4月20日           | ISBN 978-7-5356-5252-2  |
|               | 學生會的木陰 碧陽學園學生會默示錄5 | 2011年6月25日                     | ISBN 978-4-8291-3647-8                 | 2012年4月25日  | ISBN 978-986-287-689-3 | 2012年5月20日           | ISBN 978-7-5356-5321-5  |
|               | 學生會的金蘭 碧陽學園學生會默示錄6 | 2011年10月25日                    | ISBN 978-4-8291-3689-8                 | 2012年5月30日  | ISBN 978-986-287-702-9 | 2012年6月20日           | ISBN 978-7-5356-5368-0  |
|               | 學生會的土產 碧陽學園學生會默示錄7 | 2012年7月25日                     | ISBN 978-4-8291-3778-9                 | 2012年7月20日  | ISBN 978-986-287-814-9 | 2012年7月20日           | ISBN 978-7-5356-5415-1  |
|               | 學生會的祝日 碧陽學園學生會默示錄8 | 2013年7月6日                      | ISBN 978-4-8291-9769-1（附藍光限定版） | 2014年3月14日  | ISBN 978-986-325-849-0 |                         |                         |
| 2013年7月20日 | 學生會的祝日 碧陽學園學生會默示錄8 | ISBN 978-4-8291-3910-3 （通常版） |                                        | 2014年3月14日  | ISBN 978-986-325-849-0 |                         |                         |
|               |                                    | 2018年8月20日                     | ISBN 978-4-0407-2762-2                 |                |                        |                         |                         |

### 外傳・後日談
| 日文版標題 | 中文版標題                                   | 富士見書房     | 富士見書房             | 台灣角川       | 台灣角川               |
| 日文版標題 | 中文版標題                                   | 發售日期       | ISBN                   | 發售日期       | ISBN                   |
| ---------- | -------------------------------------------- | -------------- | ---------------------- | -------------- | ---------------------- |
|            | 新學生會的一存 碧陽學園新學生會議事錄 （上） | 2012年11月25日 | ISBN 978-4-8291-3818-2 | 2013年8月15日  | ISBN 978-986-325-499-7 |
|            | 新學生會的一存 碧陽學園新學生會議事錄 （下） | 2013年3月25日  | ISBN 978-4-8291-3866-3 | 2013年11月14日 | ISBN 978-986-325-697-7 |

### 設定集
| 日文版標題 | 中文版標題                          | 富士見書房    | 富士見書房             | 台灣角川      | 台灣角川               |
| 日文版標題 | 中文版標題                          | 發售日期      | ISBN                   | 發售日期      | ISBN                   |
| ---------- | ----------------------------------- | ------------- | ---------------------- | ------------- | ---------------------- |
|            | 學生會的圖鑑 碧陽學園學生會活動紀錄 | 2012年5月25日 | ISBN 978-4-8291-3758-1 | 2013年2月14日 | ISBN 978-986-325-100-2 |

### 附錄
- （『Dragon Magazine』2008年7月號的附錄，2008年5月20日發售）
- （『Dragon Magazine』2009年7月號的附錄，2009年5月20日發售）
- （只有在Gamers購買『學生會的一存 碧陽學園學生會議事錄1』才能得到的特典小型書）
- （在Gamers和ANIBRO Gamers同時購買『學生會的三振 碧陽學園學生會議事錄3』和『Dragon Magazine』2008年9月號才能得到的特典小型書）
- （在ANIBRO Gamers同時購買『學生會的四散 碧陽學園學生會議事錄4』和『Dragon Magazine』2009年3月號才能得到的特典小型書）
- （『Dragon Magazine』2010年7月號的附錄，2010年5月20日發售）
- （「Fantasia文庫創刊21周年慶全員有禮」能拿到的小型書）

### 單行本未收錄的作品
- （作者於2007年9月28日在網誌發表的作品[2]）
-  （作者於2009年2月3日在網誌發表的作品[3]）
- （在官網和『Dragon Magazine』上進行的企劃「櫻野玖璃夢的all night全時空」，獲採用者能獲得的迷你小説）
- （富士見書房公式人物模型限定箱，2010年5月28日發售）

## 漫畫

### 學生會的一存
於富士見書房發行的《Dragon Age Pure Pure》vol.12開始連載。該雜誌於vol.15休刊後，移籍至《月刊Dragon Age》上連載，從2009年3月號接續連載。內容跟隨原作的方向，但部份故事的順序有所調動。
- 原文书名：生徒会の一存、葵關南（原作）、10mo（作畫）、狗神煌（角色原案）富士見書房〈角川Comics Dragon Jr. → Dragon Comics Age〉、全8卷。

| 集數 | 富士見書房    | 富士見書房             | 台灣角川      | 台灣角川               |
| 集數 | 發售日期      | ISBN                   | 發售日期      | ISBN                   |
| ---- | ------------- | ---------------------- | ------------- | ---------------------- |
| 1    | 2009年5月9日  | ISBN 978-4-04-712604-6 | 2010年4月23日 | ISBN 978-986-237-575-4 |
| 2    | 2009年10月9日 | ISBN 978-4-04-712631-2 | 2010年6月3日  | ISBN 978-986-237-663-8 |
| 3    | 2010年4月9日  | ISBN 978-4-04-712661-9 | 2010年10月9日 | ISBN 978-986-237-899-1 |
| 4    | 2010年12月9日 | ISBN 978-4-04-712698-5 | 2011年7月20日 | ISBN 978-986-287-214-7 |
| 5    | 2011年6月20日 | ISBN 978-4-04-712729-6 | 2012年1月11日 | ISBN 978-986-287-560-5 |
| 6    | 2012年1月7日  | ISBN 978-4-04-712770-8 | 2012年8月25日 | ISBN 978-986-287-901-6 |
| 7    | 2012年7月20日 | ISBN 978-4-04-712811-8 | 2013年3月27日 | ISBN 978-986-325-258-0 |
| 8    | 2013年1月9日  | ISBN 978-4-04-712849-1 | 2013年9月18日 | ISBN 978-986-325-602-1 |

### 學生會的一存 喵☆
於角川書店發行的《Comptiq》2009年6月號到2010年1月號連載。故事和原作無關，中目黑在第一話就出場。
- 原文書名：、葵關南（原作）、水島空彦（作畫）、狗神煌（人物設計）角川書店〈角川Comics Age〉、全1卷。

| 集數 | 角川書店      | 角川書店               | 台灣角川      | 台灣角川               |
| 集數 | 發售日期      | ISBN                   | 發售日期      | ISBN                   |
| ---- | ------------- | ---------------------- | ------------- | ---------------------- |
| 全   | 2010年1月26日 | ISBN 978-4-04-715372-1 | 2011年9月30日 | ISBN 978-986-287-374-8 |

### 學生會的一存 Q版
於角川書店發行的《月刊Comp Ace》2009年11月號開始連載的四格漫畫。《Comptiq》也從2010年2月號開始連載。從《月刊Comp Ace》2010年11月號開始改名為「Q版 Dash」。「Puchi（ぷち）」在日語中有「小型、嬌小」的意思。
- 原文書名：、葵關南（原作）、砌練炭（作畫）、狗神煌（人物設計）角川書店〈角川Comics Age〉、全2卷。

| 集數 | 角川書店      | 角川書店               | 台灣角川      | 台灣角川               |
| 集數 | 發售日期      | ISBN                   | 發售日期      | ISBN                   |
| ---- | ------------- | ---------------------- | ------------- | ---------------------- |
| 1    | 2010年8月26日 | ISBN 978-4-04-715511-4 | 2012年9月21日 | ISBN 978-986-287-918-4 |
| 2    | 2011年7月26日 | ISBN 978-4-04-715742-2 | 2014年2月19日 | ISBN 978-986-325-813-1 |

### 學生會的日常
- 原文書名：、葵關南（原作）、アシオ（作畫）、狗神煌（人物設計）角川書店〈角川Comics Age〉、全1卷。

| 集數 | 角川書店      | 角川書店               | 台灣角川      | 台灣角川               |
| 集數 | 發售日期      | ISBN                   | 發售日期      | ISBN                   |
| ---- | ------------- | ---------------------- | ------------- | ---------------------- |
| 全   | 2012年7月20日 | ISBN 978-4-04-712809-5 | 2013年5月28日 | ISBN 978-986-325-375-4 |

### 學生會的一存 乙
- 原文書名：、葵關南（原作）、水島空彦（作畫）、狗神煌（人物設計）角川書店〈角川Comics Age〉、全3卷。

| 集數 | 角川書店       | 角川書店               | 台灣角川       | 台灣角川               |
| 集數 | 發售日期       | ISBN                   | 發售日期       | ISBN                   |
| ---- | -------------- | ---------------------- | -------------- | ---------------------- |
| 1    | 2012年2月9日   | ISBN 978-4-04-120137-4 | 2013年4月20日  | ISBN 978-986-325-324-2 |
| 2    | 2012年12月10日 | ISBN 978-4-04-120535-8 | 2013年11月15日 | ISBN 978-986-325-688-5 |
| 3    | 2013年2月26日  | ISBN 978-4-04-120594-5 | 2014年9月11日  | ISBN 978-986-366-153-5 |

### 新學生會的一存
- 原文書名：、葵關南（原作）、すえみつぢっか（作畫）、狗神煌（人物設計）富士見書房〈Dragon Comics Age〉、全3卷。

| 冊數 | KADOKAWA     | KADOKAWA               | 長鴻出版社    | 長鴻出版社             |
| 冊數 | 發售日期     | ISBN                   | 發售日期      | ISBN                   |
| ---- | ------------ | ---------------------- | ------------- | ---------------------- |
| 1    | 2013年7月9日 | ISBN 978-4-04-712881-1 | 2018年5月9日  | ISBN 978-986-474-730-6 |
| 2    | 2014年1月9日 | ISBN 978-4-04-712994-8 | 2018年9月19日 | ISBN 978-986-474-844-0 |
| 3    | 2014年5月9日 | ISBN 978-4-04-070105-9 | 2019年6月5日  | ISBN 978-986-504-141-0 |

## 動畫
改編電視動畫《學生會的一存 碧陽學園學生會議事錄》（生徒会の一存 碧陽学園生徒会議事録）於2009年10月至12月間播放。
2011年宣佈新動畫化計畫開始，第2作動畫轉由AIC擔任製作，暫定名稱「學生會的一存 新動畫」，直到開播當天才公布正式名稱《學生會的一存 Lv.2》，與前作無接續關係；並比照蝦掰天文社模式先行網路播出。

### 製作人員
第1作
- 監督：佐藤卓哉
- 系列構成：花田十輝
- 角色設計：堀井久美
- 美術監督：東潤一、中村繪理
- 攝影監督：川口正幸
- 音響監督：岩浪美和
- 音響製作：Gros vision
- 音樂製作：All Media Guide
- 音樂：上村周平
- 動畫製作：STUDIO DEEN
- 製作：碧陽學園學生會

第2作
- 監督：今泉賢一
- 系列構成：吉田玲子
- 角色設計：小野田将人
- 總作画監督：小野田将人、依田正彦
- 美術監督：杉山祐子
- 美術設定：森川裕史
- 攝影監督：今泉秀樹
- 音響監督：吉田知弘
- 音樂：安齋孝秋
- 音樂制作：AMG MUSIC
- 動畫制作：AIC
- 製作：新·碧陽學園學生會

### 主題曲
片頭曲
| 話数   | 曲名     | 作詞       | 作曲       | 編曲            | 歌手                                     |
| 第1作  | 第1作    | 第1作      | 第1作      | 第1作           | 第1作                                    |
| ------ | -------- | ---------- | ---------- | --------------- | ---------------------------------------- |
| 1 - 12 | Treasure | 橋本由香利 | 橋本由香利 | 橋本由香利      | 本多真梨子、齊藤佑圭、富樫美鈴、堀中優希 |
| 第2作  |          |            |            |                 |                                          |
| 1 - 9  | Precious | 松井喬樹   | 松井喬樹   | Integral Clover | （本多真梨子、美名、富樫美鈴、野水伊織） |

片尾曲
| 話数  | 曲名               | 作詞               | 作曲            | 編曲             | 歌手                                                                                    |
| 第1作 | 第1作              | 第1作              | 第1作           | 第1作            | 第1作                                                                                   |
| ----- | ------------------ | ------------------ | --------------- | ---------------- | --------------------------------------------------------------------------------------- |
| 1     | 妄想☆迷戀之物！    | 綾菓與愉快的夥伴們 | 安齋孝秋        | 安齋孝秋         | 櫻野玖璃夢（本多真梨子） 紅葉知弦（齊藤佑圭） 椎名深夏（富樫美鈴） 椎名真冬（堀中優希） |
| 2     | 上上下下左右左右BA | RUCCA              | 安齋孝秋        | クジライヨシユキ | 櫻野玖璃夢（本多真梨子） 紅葉知弦（齊藤佑圭） 椎名深夏（富樫美鈴） 椎名真冬（堀中優希） |
| 3     |                    | 綾菓與愉快的夥伴們 | 安齋孝秋        | 安齋孝秋         | 椎名深夏（富樫美鈴） 椎名真冬（堀中優希）                                               |
| 4     |                    | 綾菓與愉快的夥伴們 | 安齋孝秋        | 安齋孝秋         | 櫻野玖璃夢（本多真梨子） 紅葉知弦（齊藤佑圭） 椎名深夏（富樫美鈴） 椎名真冬（堀中優希） |
| 5     |                    | RUCCA              | 安齋孝秋        | 安齋孝秋         | 櫻野玖璃夢（本多真梨子） 紅葉知弦（齊藤佑圭）                                           |
| 6     |                    | RUCCA              | 安齋孝秋        | クジライヨシユキ | 櫻野玖璃夢（本多真梨子） 紅葉知弦（齊藤佑圭） 椎名深夏（富樫美鈴） 椎名真冬（堀中優希） |
| 7     |                    | 綾菓與愉快的夥伴們 | 安齋孝秋        | 朝井泰生         | 櫻野玖璃夢（本多真梨子） 紅葉知弦（齊藤佑圭） 椎名深夏（富樫美鈴） 椎名真冬（堀中優希） |
| 8     |                    | RUCCA              | 安齋孝秋        | クジライヨシユキ | 椎名深夏（富樫美鈴） 椎名真冬（堀中優希）                                               |
| 9     |                    | chacha             | 安齋孝秋        | 朝井泰生         | 櫻野玖璃夢（本多真梨子） 紅葉知弦（齊藤佑圭） 椎名深夏（富樫美鈴） 椎名真冬（堀中優希） |
| 10    |                    | chacha             | 安齋孝秋        | 朝井泰生         | 櫻野玖璃夢（本多真梨子） 紅葉知弦（齊藤佑圭）                                           |
| 11    |                    | 櫻野玖璃夢         | 安齋孝秋        | 安齋孝秋         | 櫻野玖璃夢（本多真梨子）                                                                |
| 12    |                    | chacha             | 安齋孝秋        | 朝井泰生         | 櫻野玖璃夢（本多真梨子） 紅葉知弦（齊藤佑圭） 椎名深夏（富樫美鈴） 椎名真冬（堀中優希） |
| 第2作 |                    |                    |                 |                  |                                                                                         |
| 1     | Fo（u）r Seasons   | RUCCA              | 牧野信博        | 牧野信博         | （本多真梨子、美名、富樫美鈴、野水伊織）                                                |
| 2     |                    | 八木雄一           | 八木雄一        | 八木雄一         | （本多真梨子、美名、富樫美鈴、野水伊織）                                                |
| 3     | KIZUNA             |                    | 流歌            | 流歌             | （本多真梨子、美名、富樫美鈴、野水伊織）                                                |
| 4     |                    | RUCCA              | 安齋孝秋        | 安齋孝秋         | （本多真梨子、美名、富樫美鈴、野水伊織）                                                |
| 5     | Pure Pure Canvas   |                    | 流歌            | 流歌             | 櫻野玖璃夢（本多真梨子）                                                                |
| 6     |                    | 杉崎林檎（米澤圓） | 流歌            | 流歌             |                                                                                         |
| 7     |                    | RUCCA              | Integral Clover | Integral Clover  | 藤堂莉莉西亞（能登麻美子）                                                              |
| 8     |                    | 八木雄一           | 八木雄一        | 八木雄一         | 松原飛鳥（小清水亞美）                                                                  |
| 9     | BLUE SKY           |                    | 流歌            | 流歌             | （本多真梨子、美名、富樫美鈴、野水伊織）                                                |

### 各話列表
| 話數       | 標題                                               | 劇本       | 分鏡              | 演出                | 作畫監督                                                            | 總作畫監督          | 首播日期       |       |       |       |       |       |       |       |       |       |       |       |       |       |       |       |       |       |
| 第1作      | 第1作                                              | 第1作      | 第1作             | 第1作               | 第1作                                                               | 第1作               | 第1作          | 第1作 | 第1作 | 第1作 | 第1作 | 第1作 | 第1作 | 第1作 | 第1作 | 第1作 | 第1作 | 第1作 | 第1作 | 第1作 | 第1作 | 第1作 | 第1作 | 第1作 |
| ---------- | -------------------------------------------------- | ---------- | ----------------- | ------------------- | ------------------------------------------------------------------- | ------------------- | -------------- | ----- | ----- | ----- | ----- | ----- | ----- | ----- | ----- | ----- | ----- | ----- | ----- | ----- | ----- | ----- | ----- | ----- |
| 1          | 閒聊的學生會                                       | 花田十輝   | 佐藤卓哉          | 高林久弥            | 森本浩文                                                            | -                   | 2009年 10月3日 |       |       |       |       |       |       |       |       |       |       |       |       |       |       |       |       |       |
| 2          | 用功的學生會                                       | 花田十輝   | 加藤敏幸          | 加藤敏幸            |                                                                     | 佐野惠一            | 10月10日       |       |       |       |       |       |       |       |       |       |       |       |       |       |       |       |       |       |
| 3          | 被採訪的學生會                                     | 花田十輝   | 上田茂            | 上田茂              | 服部憲知                                                            | 森本浩文            | 10月17日       |       |       |       |       |       |       |       |       |       |       |       |       |       |       |       |       |       |
| 4          | 創作的學生會                                       | 花田十輝   | 金崎貴臣          | 内山麻奈            | 石川洋一                                                            | 佐野惠一            | 10月24日       |       |       |       |       |       |       |       |       |       |       |       |       |       |       |       |       |       |
| 5          | 休息的學生會                                       | 花田十輝   | 柳澤哲也          | 吉田俊司            | 櫻井正明                                                            | 森本浩文            | 10月31日       |       |       |       |       |       |       |       |       |       |       |       |       |       |       |       |       |       |
| 6          | 同心協力的學生會                                   | 花田十輝   | 高本宣弘          | 神保昌登            | 工藤裕加                                                            | 佐野惠一            | 11月7日        |       |       |       |       |       |       |       |       |       |       |       |       |       |       |       |       |       |
| 7          | 出發的學生會                                       | 花田十輝   | 福田道生          | 筑紫大介            | 森本浩文                                                            | -                   | 11月14日       |       |       |       |       |       |       |       |       |       |       |       |       |       |       |       |       |       |
| 8          | 嫉妒的學生會                                       | 花田十輝   | 渡邊哲哉          | 渡邊哲哉            | 星野尾高廣                                                          | 佐野惠一            | 11月21日       |       |       |       |       |       |       |       |       |       |       |       |       |       |       |       |       |       |
| 9          | 我的學生會                                         | 花田十輝   | 金崎貴臣          | 高森久弥            | 石川洋一 山本佐和子                                                 | 森本浩文            | 11月28日       |       |       |       |       |       |       |       |       |       |       |       |       |       |       |       |       |       |
| 10         | 收拾的學生會                                       | 花田十輝   | 上田茂            | 小島正士            | 胡楊樹 服部憲知                                                     | 佐野惠一            | 12月5日        |       |       |       |       |       |       |       |       |       |       |       |       |       |       |       |       |       |
| 11         | 缺少的學生會                                       | 花田十輝   | 加藤敏幸          | 加藤敏幸            | 櫻井正明 星野尾高廣 森本浩文                                        | 森本浩文            | 12月12日       |       |       |       |       |       |       |       |       |       |       |       |       |       |       |       |       |       |
| 12         | 學生會的一存                                       | 花田十輝   | 金崎貴臣 佐藤卓哉 | 神保昌登            | 石川洋一 佐野惠一                                                   | 佐野惠一            | 12月19日       |       |       |       |       |       |       |       |       |       |       |       |       |       |       |       |       |       |
| 第2作      |                                                    |            |                   |                     |                                                                     |                     |                |       |       |       |       |       |       |       |       |       |       |       |       |       |       |       |       |       |
| 0          | 第1話「起源的學生會（暫）」 →第0話「杉崎純愛手札」 | 吉田玲子   | 今泉賢一          | 今泉賢一            | 片山敬介 小林理 岩田幸大 古川英樹                                   | 小野田将人 依田正彦 | 2013年 1月9日  |       |       |       |       |       |       |       |       |       |       |       |       |       |       |       |       |       |
| 1          | 轉型的學生會                                       | 吉田玲子   | 今泉賢一          | 阿部雅司            | 渡邊浩二 小林理                                                     | 小野田将人 依田正彦 | 1月16日        |       |       |       |       |       |       |       |       |       |       |       |       |       |       |       |       |       |
| 2          | 懷疑的學生會                                       | 國澤真理子 | 今泉賢一          | 瀨藤健嗣            | 辻智子                                                              | 依田正彥            | 1月23日        |       |       |       |       |       |       |       |       |       |       |       |       |       |       |       |       |       |
| 3          | 就職的學生會                                       | 大知慶一郎 | 今泉賢一          | 荒川真嗣            | 村田涼一 小川一郎                                                   | 小野田將人          | 1月30日        |       |       |       |       |       |       |       |       |       |       |       |       |       |       |       |       |       |
| 4          | 回收的學生會                                       | 國澤真理子 | 今泉賢一          | 柳瀨雄之            | KIM YONG-SIK                                                        | 依田正彥            | 2月6日         |       |       |       |       |       |       |       |       |       |       |       |       |       |       |       |       |       |
| 5          | 聖戰                                               | 國澤真理子 | 今泉賢一          | 岸川寬良            | 石本英治 百瀨惠美子                                                 | 小野田將人          | 2月13日        |       |       |       |       |       |       |       |       |       |       |       |       |       |       |       |       |       |
| 6          | 歡迎的學生會                                       | 吉田玲子   | 今泉賢一          | 矢野孝典 駒屋健一郎 | 山崎淳 緒方美枝子                                                   | 依田正彥            | 2月20日        |       |       |       |       |       |       |       |       |       |       |       |       |       |       |       |       |       |
| 7          | S尺寸獵人                                          | 大知慶一郎 | 今泉賢一          | 内山麻奈            | 海堂浩幸 舛館俊秀 興石曉 橫田拓己                                   | 小野田將人          | 2月27日        |       |       |       |       |       |       |       |       |       |       |       |       |       |       |       |       |       |
| 8          | 追逐的學生會                                       | 國澤真理子 | 今泉賢一          | 柳瀨雄之            | KIM YONG-SIK                                                        | 依田正彥            | 3月6日         |       |       |       |       |       |       |       |       |       |       |       |       |       |       |       |       |       |
| 9          | 不會結束的學生會                                   | 吉田玲子   | 今泉賢一          | 阿部雅司            | 谷口元浩 舛館俊秀 瀧川和男 志賀道憲 小林理 山本周平 谷拓也 岩田幸大 | 小野田將人          | 3月13日        |       |       |       |       |       |       |       |       |       |       |       |       |       |       |       |       |       |
| EX話 (OVA) | 送礼的學生會                                       | 大知慶一郎 | 今泉賢一          | 岸川寛良            | 澤田英香 谷口元浩 舛館俊秀 山本周平                                 | -                   | -              |       |       |       |       |       |       |       |       |       |       |       |       |       |       |       |       |       |

### 播放電視台
日本深夜動畫：下文記載的日本国内播放時間使用日本標準時間（UTC+9）表示。因為部分時間标识會採用30小时制，因此請留意这类超过24:00的时间，其實際播放時間為翌日清晨。
| 播放地域      | 播放電視台            | 播放期間                  | 播放时间                   | 所屬電視網          | 備註           |
| 第1作         | 第1作                 | 第1作                     | 第1作                      | 第1作               | 第1作          |
| ------------- | --------------------- | ------------------------- | -------------------------- | ------------------- | -------------- |
| 愛知縣        | 愛知電視台            | 2009年10月2日 - 12月18日  | 星期五 25時58分 - 26時28分 | 東京電視網          |                |
| 日本全國      | BS日本                | 2009年10月2日 - 12月18日  | 星期五 26時00分 - 26時30分 | 日本電視網 衛星電視 |                |
| 日本全國      | BIGLOBE               | 2009年10月3日 - 12月19日  | 星期五 12時00分 更新       | 網路電視            |                |
| 日本全國      | Anime Newtype Channel | 2009年10月3日 - 12月19日  | 星期五 12時00分 更新       | 網路電視            |                |
| 神奈川縣      | 神奈川電視台          | 2009年10月3日 - 12月19日  | 星期六 25時00分 - 25時30分 | 獨立UHF局           |                |
| 福岡縣        | TVQ九州放送           | 2009年10月4日 - 12月20日  | 星期日 26時30分 - 27時00分 | 東京電視網          |                |
| 兵庫縣        | SUN電視台             | 2009年10月5日 - 12月21日  | 星期一 26時10分 - 26時40分 | 獨立UHF局           |                |
| 埼玉縣        | 埼玉電視台            | 2009年10月7日 - 12月23日  | 星期三 25時30分 - 26時00分 | 獨立UHF局           |                |
| 千葉縣        | 千葉電視台            | 2009年10月7日 - 12月23日  | 星期三 26時30分 - 27時00分 | 獨立UHF局           |                |
| 東京都        | TOKYO MX              | 2009年10月8日 - 12月24日  | 星期四 26時30分 - 27時00分 | 獨立UHF局           |                |
| 日本全國      | BS11                  | 2010年2月19日 - 5月7日    | 星期五 24時00分 - 24時30分 | 衛星電視            | ANIME+節目     |
| 日本全國      | AT-X                  | 2010年8月25日 - 11月10日  | 星期三 10時30分 - 11時00分 | 衛星電視            | 有重播         |
| 第2作先行放送 |                       |                           |                            |                     |                |
| 日本全國      | NICONICO直播          | 2012年10月13日 - 12月15日 | 星期六 23時30分 - 24時00分 | 網絡電視            | 時間移位非對應 |
| 第2作正式放送 |                       |                           |                            |                     |                |
| 東京都        | TOKYO MX              | 2013年1月9日 - 3月13日    | 星期三 25時00分 - 25時30分 | 獨立UHF局           |                |
| 福岡縣        | TVQ九州放送           | 2013年1月9日 - 3月13日    | 星期三 26時40分 - 27時10分 | 東京電視網          |                |
| 兵庫縣        | SUN電視台             | 2013年1月10日 - 3月14日   | 星期四 24時35分 - 25時05分 | 獨立UHF局           |                |
| 岐阜縣        | 岐阜放送              | 2013年1月10日 - 3月14日   | 星期四 24時45分 - 25時15分 | 獨立UHF局           |                |
| 三重縣        | 三重電視台            | 2013年1月10日 - 3月14日   | 星期四 26時20分 - 26時50分 | 獨立UHF局           |                |
| 千葉縣        | 千葉電視台            | 2013年1月11日 - 3月15日   | 星期五 25時30分 - 26時00分 | 獨立UHF局           |                |
| 日本全國      | BS11                  | 2013年1月11日 - 3月15日   | 星期五 27時00分 - 27時30分 | 衛星電視            | ANIME+節目     |
| 埼玉縣        | 埼玉電視台            | 2013年1月13日 - 3月17日   | 星期日 24時30分 - 25時00分 | 獨立UHF局           |                |
| 神奈川縣      | 神奈川電視台          | 2013年1月13日 - 3月17日   | 星期日 24時30分 - 25時00分 | 獨立UHF局           |                |

## 備註
1. ↑  台版譯本使用日文原名，中國大陸版則是中譯名「葵關南」。
2. ↑  「小紅」跟「嬰兒」的日文發音是一樣的。
3. ↑  實際發售日期為全球同步7月20日。
4. ↑  @seitokai_anime. . Twitter. 2012-10-13  [2012-10-14]. （原始内容存档于2016-04-05） （日语）.
5. @seitokai_anime. . Twitter. 2012-10-16  [2012-10-15]. （原始内容存档于2016-03-11） （日语）. 利用預告不按牌理出牌的惡搞。

## 外部連結
- 富士見書房｜生徒会の一存 （页面存档备份，存于）（日語）
- 生徒会の一存 碧陽学園生徒会議事録 アニメ公式サイト，存于（日語）
- 「生徒会の一存」Lv.2 公式サイト，存于（日語）
- 生徒会の一存 -DSする生徒会-｜NDS，存于（日語）
- 生徒会の一存 Lv.2 PORTABLE公式サイト，存于（日語）
- 碧陽学園生徒会的X（前Twitter）（2012年6月25日 15:47:25 - 2013年6月29日 12:23）※ UTC表記。（日語）